# Blackswan
Le Blackswan (블랙스완?) sono un gruppo femminile multinazionale formato a Seul nel 2020 dall'etichetta DR Music e composto da ex-membri delle Rania.

## Storia
Il 26 giugno 2020, Hyeme delle Rania ha annunciato che avrebbe ri-debuttato nelle Blackswan. Il debutto è stato più volte posticipato a causa di problemi finanziari in seguito alla pandemia di COVID-19.
Il 16 ottobre 2020 le Blackswan hanno debuttato come quintetto composto da Youngheun, Hyeme, Fatou, Judy e Leia con l'album in studio Goodbye Rania, che contiene il singolo "Tonight" e vecchi singoli delle Rania. Il 7 novembre Hyeme ha abbandonato il gruppo in seguito alla scadenza del proprio contratto quinquennale con DR Music e a causa della notizia che aveva truffato un amico per 50 milioni di won. A seguito della controversia, il gruppo è andato in pausa. Ha pubblicato Close to Me, il primo singolo dall'uscita di Hyeme, il 14 ottobre 2021.
Il 28 gennaio 2022 la DR Music ha rivelato che il gruppo avrebbe aggiunto una quinta componente, scelta tra Sriya Lenka, indiana, e Gabi Dalcin, brasiliana. Il 26 maggio, tuttavia, sono state entrambe confermate come nuovi membri del gruppo. Il 31 luglio, Youngheun e Judy hanno lasciato le Blackswan, mentre il 9 novembre è stato annunciato che Leia si sarebbe presa una pausa per motivi di salute mentre il gruppo si preparava a tornare sulle scene.
L'11 gennaio 2023 le Blackswan si sono esibite al Campionato mondiale di hockey su prato con la nuova componente NVee. Il 19 maggio è uscito il loro secondo singolo That Karma, mentre il 19 luglio 2024 è stata la volta dell'EP Roll Up.

## Formazione
Attuale
- Fatou (파투?) – rap (2020-presente)
- Gabi (가비?) – voce (2022-presente)
- Sriya (스레야?) – voce (2022-presente)
- NVee (엔비?) - voce (2022-presente)

Ex componenti
- Hyeme (혜미?) – voce (2020)
- Youngheun (영흔?) – voce (2020-2022)
- Judy (주디?) – voce (2020-2022)
- Leia (레아?) – voce (2020-2022)

## Discografia

### Album in studio
- 2020 – Goodbye Rania

### Extended play
- 2024 – Roll Up

### Singoli
- 2021 – Close to Me
- 2023 – That Karma

## Videografia
- 2020 – Tonight
- 2020 – Tonight (Performance video)
- 2021 – Close to Me
- 2023 – Karma